# Poul Preben Jørgensen
Poul Preben Jørgensen (Nykøbing Falster, Guldborgsund, Selàndia, 17 de febrer de 1892 – Copenhaguen, 6 d'octubre de 1973) va ser un gimnasta artístic danès que va competir a començaments del segle xx.
El 1912 va prendre part en els Jocs Olímpics d'Estocolm, on va guanyar la medalla de bronze en el Concurs per equips, sistema lliure del programa de gimnàstica.